# Hbz-Verbunddatenbank

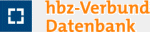
Logo Verbundkatalog

Die hbz-Verbunddatenbank (Synonym: hbz-Verbundkatalog) wird vom Hochschulbibliothekszentrum des Landes Nordrhein-Westfalen (Köln) betrieben und enthält die in kooperativer Katalogisierung erstellten Nachweise von etwa 22 Mio. Medientiteln und 50 Mio. Bestandsdaten (Stand: Juni 2022). Derzeit beteiligen sich 63 Hochschul-, Fachhochschul-, Landes- und Spezialbibliotheken aus Nordrhein-Westfalen und Rheinland-Pfalz sowie weit über 1000 Instituts- und Fachbereichsbibliotheken aktiv am hbz-Verbund. Hier werden alle Arten von Mediendateien erschlossen und bereitgestellt. Daneben sind die Nordrhein-Westfälische Bibliographie und alle Zeitschriften der Zeitschriftendatenbank integriert. Zusätzlich sind über 6 Mio. Titelsätze öffentlicher Bibliotheken nachgewiesen.
Das hbz unterstützt mit der Verbunddatenbank und seinen bibliothekarischen Dienstleistungen die Bibliotheken darin, ihr Angebot zu erschließen und ihren Nutzern zur Verfügung zu stellen. Die Bibliotheken nutzen dabei den durch die kooperative Katalogisierung entstehenden Mehrwert und werden durch eine professionelle Datenbanksoftware unterstützt.
Die Bibliotheken können Aufwand und Kosten bei der Katalogisierung auch durch das große Fremddatenangebot minimieren. Es stehen über 65 Millionen Titel, etwa aus der Deutschen Nationalbibliothek und anderen Verbünden, als Grundlage für die Medienkatalogisierung bereit. Zudem kann auf Fremddaten aus Japan für die Katalogisierung originalschriftlicher Medien zugegriffen werden.
Für konsortial erworbene E-Books werden Metadaten bereitgestellt und automatisch in die lokalen Kataloge der Bibliotheken weitergegeben, um auch in diesem Bereich den Aufwand und damit die Kosten für die an die hbz-Verbunddatenbank angeschlossenen Verbundbibliotheken zu minimieren.
Mit Hilfe der hbz-Verbunddatenbank ist es den Bibliotheken möglich, ihren Nutzern den vollständigen Bestand zu präsentieren. Dafür werden nicht nur die Daten der jeweiligen Bibliothek über Schnittstellen direkt mit den lokalen Datenbanken der Bibliotheken synchronisiert, sondern auch die in der Zeitschriftendatenbank (ZDB) verzeichneten Bestände der jeweiligen Bibliothek in ihre Kataloge übermittelt.
Nutzer haben die Möglichkeit, sowohl im lokalen Katalog ihrer Bibliothek als auch über den Online-Katalog der hbz-Verbunddatenbank eine komfortable Literaturrecherche durchzuführen und abzufragen, welche Bestände an welchem Standort vorhanden sind, um sie ggf. über die Fernleihe bestellen zu können. Eine weitere Möglichkeit ist die Recherche über die Digitale Bibliothek (DigiBib), in welcher die Verbunddatenbank ebenfalls eingebunden ist. Außerdem werden die Daten der Verbunddatenbank zur überregionalen Recherche im Karlsruher Virtuellen Katalog (KVK) angeboten.
Viele Titeldaten des hbz-Verbundes werden um zusätzliche, über die bibliographischen Angaben hinausgehende Informationen wie z. B. Inhaltsverzeichnisse, Umschlagbilder und Vorworte angereichert, um Nutzern möglichst konkrete Hinweise auf den Inhalt eines Mediums zu geben.
Das Angebot hbz-Verbunddatenbank richtet sich auch an Einrichtungen außerhalb des Verbundes der Hochschulbibliotheken in Nordrhein-Westfalen und Rheinland-Pfalz. Die Daten öffentlicher Bibliotheken werden zweimal jährlich in einer speziellen Datenbank für die Fernleihe bereitgestellt. Externe Kunden, z. B. Unternehmen oder Forschungseinrichtungen, können Daten gegen ein Entgelt aus der Verbunddatenbank herunterladen.

## Offene Daten
Seit März 2010 stehen einige Daten unter der CC0-Lizenz. Seit September 2013 ist der gesamte Verbundkatalog frei lizenziert. Die Daten sind in thedatahub eingetragen und liegen sowohl als Rohdaten als auch Linked Open Data vor.
Mit lobid.org betreibt das hbz seit 2010 auf diesen offenen Daten einen Linked Open Data Service samt offener API. lobid-resources ist von drei lobid-Diensten derjenige, über den die hbz-Verbunddaten bereitgestellt werden.